# Albert Lacquet
Albert Marie Henri Lacquet (Balen-Neet, 24 oktober 1904 - Leuven, 6 december 2003) was een Belgisch hoogleraar, arts en pionier van de chirurgie en de organisatie van de chirurgische beroepen.

## Levensloop
Lacquet was de zoon van rijkswachtofficier Henri Lacquet en van Maria Van Heyst. Hij trouwde in 1931 met Marie-Lucy Nelis (1904-1987). Ze kregen vijf kinderen, onder wie drie zoons die arts werden.
Lacquet liep humaniora aan het Sint-Lodewijkscollege in Brugge en het Sint-Jan Berchmanscollege in Antwerpen. Hij promoveerde met grote onderscheiding in 1928 aan de Katholieke Universiteit Leuven tot doctor in de genees-, heel- en verloskunde. In zijn studententijd was hij een fervent debater in de jonge facultaire kring Taal en Kennis.
Hij specialiseerde in de chirurgie en werd assistent bij prof. Debaisieux.
Hij werd laureaat van de interuniversitaire wedstrijd, wat hem toeliet zijn opleiding verder te zetten bij prof. Mann aan de Mayoclinics in Rochester (Minnesota), bij prof. Leriche in Straatsburg en bij prof. Zaaijer, longchirurg in Leiden.
In 1931 werd hij kliniekhoofd in het Sint-Pietersziekenhuis en in 1936 werd hij hoogleraar algemene chirurgie. Na het overlijden van prof. René Appelmans in 1953 werd Lacquet diensthoofd voor de heelkunde in de universitaire Sint-Rafaëlskliniek en bleef dit tot aan zijn emeritaat in 1975.
Hij leidde talrijke chirurgen op en bouwde ook nieuwe specialiteiten uit. 
Hij werd aangezocht om voor het ministerie van Volksgezondheid een charter op te stellen voor de opleiding, waarbij de erkenningscriteria voor geneesheren-specialisten werden op punt gesteld. Hij werd dan ook betiteld als 'de vader van de Vlaamse chirurgie, de grondlegger van het organisatiesysteem van de Belgische specialistische geneeskunde en van het opleidings- en erkenningsstelsel van geneesheren-specialisten'.
Aangevuld met de regelgeving voor de huisartsenopleiding werden zijn teksten de basis voor koninklijke besluiten en in 1971 voor de wet ter zake. 
De meeste teksten werden vervolgens overgenomen door de Europese instellingen.
Na het bereiken van het emeritaat was hij van 1975 tot 1999 adviseur bij de administratie voor Volksgezondheid. 
Tijdens zijn lange loopbaan was hij ook:
- nationaal ondervoorzitter van het Rode Kruis,
- voorzitter van de Belgische Vereniging van ziekenhuizen (1947-1982),
- voorzitter van de Hoge Raad van specialisten en huisartsen,
- voorzitter van de UEMS Chirurgie (1982-1986),
- voorzitter van de Provinciale Raad van de Orde van geneesheren voor Vlaams-Brabant (1979-1982).

Onder de hem toegekende erefuncties bevonden zich:
- Honorary Fellow van het American Coillege of Surgeons,
- Fellow of the Mayo Clinic,
- Fellow of the Royal Society of Medecine (Londen),
- Fellow of the American College of chest physicians,
- briefwisselend lid van de Académie nationale de médecine (Frankrijk),
- voorzitter van de Belgische vereniging voor chirurgie,
- lid van de Association de chirurgie (Frankrijk),
- geassocieerd lid van de Vereniging voor heelkunde (Nederland).

In 1938 was hij medestichter van de Koninklijke Vlaamse Academie voor Geneeskunde van België. Als jongste van de vijftien eerste leden, werd hij tot secretaris aangesteld. In 1945 werd hij vast secretaris en vervulde dit ambt gedurende 56 jaar.